# Steinkreuze von Sandbach

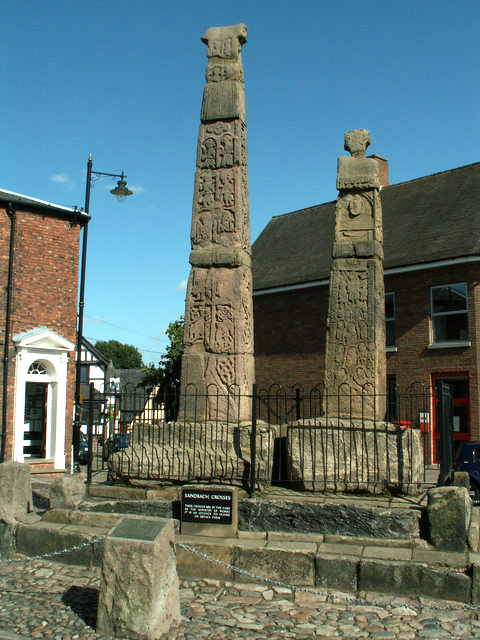
Steinkreuze von Sandbach

Steinkreuze von Sandbach ist die Bezeichnung für die Schäfte von zwei ehemaligen angelsächsischen Steinkreuzen, die wahrscheinlich im 9. Jahrhundert errichtet worden waren. Sie stehen heute auf dem Marktplatz von Sandbach in der Grafschaft Cheshire in England.
Die Säulen mit einer sich nach oben verjüngenden quadratischen Grundfläche sind mit zahlreichen reliefartigen Darstellungen von Tieren, Personen und teilweise großflächigen Ornamenten (Weinreben) versehen. Die Bedeutung der Darstellungen wurde bisher nicht untersucht.
Die Steine wurden 1585 erstmals erwähnt. Im Verlauf der Reformation oder des Bürgerkrieges wurden sie zerstört. 1816 wurden die Säulen aus mehreren Einzelteilen, die weit verstreut waren, wieder zusammengesetzt. Heute zählen sie zum Nationalen Kulturerbe Großbritanniens (National Heritage).